# Francis De Taddeo
Francis De Taddeo, né le 19 décembre 1957 à Briey, est un footballeur français, devenu entraîneur et formateur.
En 2022, il est nommé directeur du centre de formation du FC Metz.

## Biographie

### Joueur
Francis De Taddeo réalise une carrière de footballeur amateur, au poste de défenseur central. Il joue  à Audun-le-Roman, puis de 1974 à 1981 au CS Amnéville, avec lequel il joue en Division 3, et enfin à l'AS Clouange.

### Entraîneur
Après sa carrière de joueur, De Taddeo commence une carrière d'entraîneur. Il prend en charge les équipes de jeunes de l'AS Clouange jusqu'en 1986, date à laquelle il intègre l'équipe technique du FC Metz. Pendant dix ans, il entraîne des équipes de jeunes au sein du club lorrain. 
En 1996, à la suite du départ de Philippe Hinschberger, il se voit confier la direction du centre de formation du FC Metz, où il forme des joueurs comme Robert Pirès, Louis Saha, Emmanuel Adebayor, qu'il repère lui-même lors d'un tournoi en Suède,, ou encore Miralem Pjanić. Il entraîne en même temps l'équipe réserve du FC Metz. 
Après la relégation du club en Ligue 2 et alors qu'il vient d'obtenir le DEPF, il se voit confier l'équipe première au début de la saison 2006-2007, et lui fait retrouver la Ligue 1 dès sa première saison, et ce après seulement 32 journées,. Pour sa première saison à la tête d'une équipe professionnelle, il est élu meilleur entraîneur de Ligue 2 par ses pairs. 
Son contrat est prolongé pendant l'intersaison jusqu'en 2010. Il est cependant remercié par le président Carlo Molinari à la fin du mois de décembre 2007, après 21 ans au club, alors que l'équipe messine est dernière et largement distancée,.
À l'été 2008, Francis De Taddeo est nommé à la tête du centre de formation de l'AJ Auxerre, où il a rejoint un autre ancien entraîneur du FC Metz, Jean Fernandez. En 2011, son contrat de « délégué général à la formation » n'est pas renouvelé.
En mai 2012, il est nommé entraîneur de l'Amiens SC, avec pour objectif de faire remonter le club en Ligue 2, ce qu'il ne parvient pas à réaliser. Le 15 septembre 2013, il est limogé après un début de saison 2013-2014 très difficile, marqué par quatre défaites en sept matchs de championnat.
Le 12 mai 2015, il est nommé à la tête du centre de formation du SM Caen, avec lequel il signe un contrat de trois ans. Son rôle est de réaliser la politique de formation régionale annoncée par les dirigeants du club.
En juillet 2018, il est nommé directeur du centre de formation du Montpellier Hérault Sport Club. 
Il est nommé début juin 2022 directeur du centre de formation du FC Metz. 

## Palmarès d'entraineur
FC Metz
- Champion de France de Ligue 2 : 2007
- Champion de France des réserves professionnelles : 1997
- Vice-champion de France de football des 18 ans : 1994 et 1996

Distinctions personnelles
- Trophée UNFP du meilleur entraîneur de Ligue 2 en 2007

## Vie privée
Il est le père d'Alexandra De Taddeo, mise en cause dans l'affaire des vidéos intimes de Benjamin Griveaux.